# Dotor
Dotor es un caserío peruano ubicado en el distrito de San Juan de Bigote que conforma la provincia de Morropón del departamento de Piura, al norte del Perú.

## Demografía
En el 2017 Dotor tenía una población de 188 habitantes, según el INEI.
| Gráfica de evolución demográfica de Dotor entre 1993 y 2017 |
|                                                             |
| Fuentes: Población 1993 y 2017                              |